# Споменик природе Кестен на Дорћолу
Споменик природе Кестен на Дорћолу представља заштићено природно добро. Налази се унутар блока зграда у улици цара Душана бр. 55а у општини Стари град на Дорћолу. Кестен је за споменик природе проглашен 29. новембра 2013. године. Дрво представља драгоцен ресурс генофода своје врсте.

## Опште карактеристике
Дрво се налази на територији општине Стари град унутар блока зграда, а припада целини Стари Београд која ужива статус претходне заштите (непокретно културно добро). Заштићена површина споменика природе износи 2,57 ари. Овај кестен један је од ретких здравих примерака дивњег кестена велике старости који је очуван у Београду.
Стациониран је у дворишту окружен зградама које су саграђене после Другог светског рата. Кестену је могуће прићи директно са улице или из дворишта, а цело двориште као и заштићена површина поплочани су циглама. Испод крошње на око 3 метра од стабла налази се градски бунар, што указује на присуство подземних вода, а то је утицало на развој стабла, повољно деловало на његово очување и виталност.
Кестен је проглашен природним добром на седници Привременог органа Београда одржаној 29. новембра 2013. године, на иницијативу Завода за заштиту природе Србије. Под заштиту је стављен ради очувања биолошке вредности, а његов значај се огледа и са еколошког, културолошког и васпитно – образовног аспекта.
Репрезентативни је примерак своје врсте, импозантних димензија, што је од значаја за заштиту и очување природне реткости и ботаничке разноврсности а својим атрактивним изгледом оплемењује урбану средину и доприноси њеној естетској вредности. Према категоризацији сврстава се у III категорију — заштићено природно добро локалног значаја, а о њему се брине ЈКП „Зеленило Београд”.
Кестен је импозантних димензија, а његова старост је преко 80 година. Вредан је примерак дендрофлоре и значајан за очување генофода врсте, а као реликтна врста и ендемит јужног дела Балканског полуострва,  даје свој допринос у очувању биодиверзитета Београда.